# Li Yinglong
Li Yinglong (15 de febrero de 1977) es un deportista chino que compitió en halterofilia. Ganó una medalla de plata en el Campeonato Mundial de Halterofilia de 2001, en la categoría de 62 kg.

## Palmarés internacional
| Campeonato Mundial | Campeonato Mundial | Campeonato Mundial | Campeonato Mundial |
| Año                | Lugar              | Medalla            | Categoría          |
| ------------------ | ------------------ | ------------------ | ------------------ |
| 2001               | Antalya (Turquía)  | Medalla de plata   | 62 kg              |